# Perutäubchen
Das Perutäubchen (Columbina cruziana), auch Goldschnabeltäubchen genannt, ist eine Art der Taubenvögel, die zur Unterfamilie der Amerikanischen Kleintauben gerechnet wird. Die Art kommt ausschließlich in Südamerika vor und gilt als nicht gefährdet. Im deutschen Sprachgebrauch verfügt die Perutaube über einen sehr ähnlichen Namen. Diese Art gehört jedoch zur Gattung der Trauertauben. 

## Erscheinungsbild
Das Perutäubchen erreicht eine Körperlänge von 15 Zentimetern und ist innerhalb der Gattung der Columbina eine der kleinsten Arten. Die Art ist auffällig kurzschwänzig. Ein Geschlechtsdimorphismus ist nicht vorhanden.
Der Kopf der Perutäubchen ist blaugrau. Die Körperoberseite ist bräunlich grau. Die Flügeldecken sind etwas blasser und rosa überhaucht. Die Brust und der Bauch sind graurosa. Die Iris ist rotbraun. Die Füße sind blass rötlich. Auffallendstes Merkmal des Perutäubchens ist der Schnabel. Dieser ist an der Basis leuchtend gelb. Die vordere Schnabelhälfte ist dunkel. Durch diese auffällige Schnabelfärbung fällt auch die leichte Krümmung des Schnabels nach unten stark auf.

## Verbreitung und Lebensweise
Das Verbreitungsgebiet des Perutäubchens ist die Küstenregion vom Norden Ecuadors bis in den Norden von Chile. Die Höhenverbreitung reicht vom Küstentiefland bis in Höhen von 2.400 Meter über NN. Perutäubchen sind sehr anpassungsfähig. Ihr Lebensraum reicht von semihumiden bis ariden Habitaten. Sie kommt in Strauchsavannen, entlang von Flussläufen und in lichten, trockenen Laubwäldern vor. Auch offenes Kulturland wird von dieser Art genutzt. An Lebensraumveränderungen können sie sich häufig gut anpassen und sie besiedeln auch menschlichen Siedlungsraum. 
Die Art gilt als Standvogel. Es handelt sich um eine sehr zutrauliche Art, die ihre Nahrung ausschließlich am Boden sucht und ungerne auffliegt. Sie frisst überwiegend Sämereien. Es gibt keinen festen Fortpflanzungszeitraum. In Ecuador setzt die Brutstimmung aber ungefähr fünf bis sechs Wochen nach dem Beginn der Regenzeit ein. Das Männchen balzt und umwirbt die Partnerin am Boden, die Begattung findet dagegen meist auf einem Ast statt. Das Gelege besteht in der Regel aus zwei Eiern, kann aber auch – für Tauben ungewöhnlich – bis zu drei Eier enthalten. Die Brutzeit dauert etwa 14 Tage. Die Jungvögel sind nach 10 bis 13 Tagen flügge.

## Haltung in menschlicher Obhut
Perutäubchen wurden erstmals 1915 nach Europa importiert und dann im Zoo von London gezeigt. In den letzten zwei Jahrzehnten des 20. Jahrhunderts fanden solche Importe verhältnismäßig regelmäßig statt und Perutäubchen gehören mittlerweile zu den regelmäßig in menschlicher Obhut nachgezüchteten Arten. Sie sind allerdings während der Brutzeit sehr aggressiv und können daher mit anderen kleinen Taubenarten nicht vergesellschaftet werden.

## Belege

### Weblink
- Columbina cruziana in der Roten Liste gefährdeter Arten der IUCN 2013.2. Eingestellt von: BirdLife International, 2012. Abgerufen am 4. Januar 2014.